# Хірота Кокі
Хіро́та Ко́кі (яп. 広田弘毅, ひろた こうき) — японський дипломат, політик, 32-й прем'єр-міністр Японії. Двічі призначався міністром іноземних справ. З 9 березня 1936 року по 2 лютого 1937 року займав посаду Прем'єр-міністра Японії. Після капітуляції Японії, арештований та засуджений до смертної кари Міжнародним військовим трибуналом для Далекого Сходу. 23 грудня 1948 року повішений у в'язниці Суґамо.

## Життєпис

### Ранні роки
Хірота Кокі народився 14 лютого 1878 року в місті Фукуока, префектура Фукуока в родині каменяра. Був усиновлений родиною Хірота. Закінчив юридичний факультет Токійського університету.

### Дипломатична кар'єра
Після закінчення освіти працює у Міністерстві закордонних справ. У 1923 році займає посаду директора департаменту Європи та Америки. У 1928–1932 роках — посол у СРСР.
У 1933 році займає посаду міністра іноземних справ у кабінеті Сайто Макото.
На посаді міністра іноземних справ, Хірота сприяє придбанню Китайсько-Східної залізниці. 28 жовтня 1935 проголошує Три принципи Хіроти — основні напрямки японської політики у Китаї:
1. Створення Японсько-Китайсько-Маньчжурського блоку.
2. Організація Японо-Китайського фронту проти розповсюдження комунізму.
3. Придушення антияпонських настроїв у Китаї.

### На посаді прем'єр-міністра

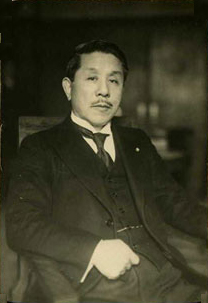
Хірота Кокі на посаді прем'єр-міністра (березень 1936-лютий 1937)

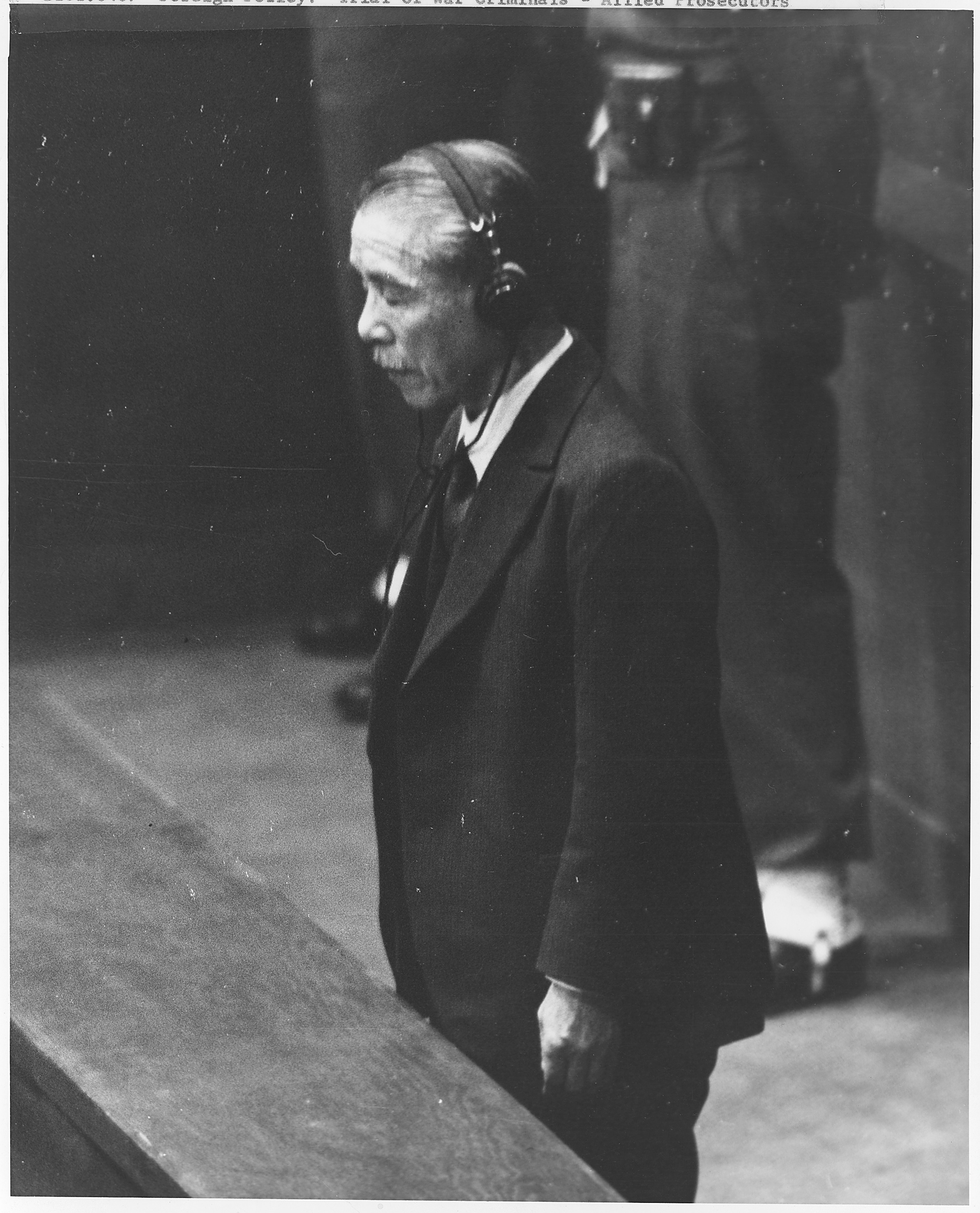
Хірота Кокі слухає свій смертний вирок

У 1936 році, після дискредитації фракції військових після Інциденту 26 лютого, Хірота замінив адмірала Окада Кейсуке на посаді прем'єр-міністра Японії. Попри це, одним з перших його рішень було відновлено правило, згідно з яким на посаду міністра армії та міністра флоту призначалися лише діючи офіцери, що посилило позиції військових.
У зовнішній політиці Хірота Кокі сприяв зближенню Японії з Третім Рейхом та Фашистською Італією. 25 листопада 1936 року у Берліні між Німеччиною і Японією з метою боротьби проти Комінтерну був підписаний Антикомінтернівський пакт, а 27 вересня 1940 року був укладений Троїстий пакт.
В лютому 1937 року, після конфлікту з міністром армії Терауті Хісаїті, Хірота подав у відставку і його місце зайняв Хаясі Сендзюро.

### Продовження дипломатичної кар'єри
Незабаром після відставки Хірота знову посів посаду міністра іноземних справ у кабінеті Коное Фумімаро. На цій посаді він виступив проти військової агресії проти Китаю та ескалації Другої японо-китайської війни. Через постійні конфлікти з фракцією військових у 1938 році був змушений подати у відставку.
У 1945 році Хірота Кокі повернувся на державну службу та очолив японську місію на переговорах з СРСР. Японський уряд намагався переконати Й. В. Сталіна не підтримувати союзників у війні з Японією, але ці переговори закінчилися невдачею.

### Останні дні
Після капітуляції Японії, заарештований, як військовий злочинець класу А. Міжнародний військовий трибунал для Далекого Сходу визнав його винним у:
1. Пункт 1 (підбурення мілітаризму та імперіалізму, порушення міжнародного законодавства)
2. Пункт 27 (планування та ведення війни проти Республіки Китай)
3. Пункт 54 (ігнорування обов'язку щодо запобігання порушень законів та звичаїв війни, злочини проти людяності)

Хірота Кокі був засуджений до смертної кари. 23 грудня 1948 року повішений у в'язниці Суґамо.